# Попов, Николай Ильич
Николай Ильич Попо́в (1912—1943) — советский военнослужащий. Участник Великой Отечественной войны. Герой Советского Союза (1944, посмертно). Гвардии сержант.

## Биография
Родился в 1912 году в губернском городе Уфе Российской империи (ныне город, административный центр Республики Башкортостан Российской Федерации) в семье рабочего. Русский. Получил неполное среднее образование. До призыва на военную службу жил в Уфе. Работал на Уфимской чайной фабрике, затем на Уфимском лесозаводе.
В ряды Рабоче-крестьянской Красной Армии был призван 3 февраля 1943 года. Окончил школу младших командиров. Освоил противотанковое ружьё. В боях с немецко-фашистскими захватчиками сержант Н. И. Попов с 22 августа 1943 года на Воронежском фронте в должности командира расчёта противотанкового ружья роты противотанковых ружей 202-го гвардейского стрелкового полка 68-й гвардейской стрелковой дивизии 4-й гвардейской армии. Участник Белгородско-Харьковской операции Курской битвы.
Пытаясь остановить наступление советских войск и не допустить окружения Харькова, немецкое командование перебросило из Донбасса на харьковское направление четыре танковые дивизии. Для отражения танковых контрударов противника из резерва Верховного Главнокомандования была выделена 4-я гвардейская армия. Подразделения её 68-й гвардейской стрелковой дивизии заняли позиции у села Михайловка Первая Котелевского района Полтавской области Украинской ССР. 28 августа 1943 года в бою за высоту 30,6 у расчёта гвардии сержанта Николая Попова вышло из строя противотанковое ружьё. В это время один из немецких «Тигров» ворвался на высоту, намереваясь гусеницами смять боевые порядки советской пехоты. Ему наперерез со связкой противотанковых гранат устремился гвардии сержант Николай Попов. Бросившись под гусеницы «Тигра», он ценой своей жизни остановил вражеский танк.
Указом Президиума Верховного Совета СССР «О присвоении звания Героя Советского Союза генералам, офицерскому, сержантскому и рядовому составу Красной Армии» от 10 января 1944 года за «образцовое выполнение боевых заданий командования на фронте борьбы с немецко-фашистскими захватчиками и проявленные при этом отвагу и геройство» удостоен посмертно звания Советского Союза.
Похоронен в братской могиле в селе Михайловка Первая Полтавской области Украины.

## Награды
- Медаль «Золотая Звезда» (10.01.1944, посмертно);
- орден Ленина (10.01.1944, посмертно).

## Документы
- Общедоступный электронный банк документов «Подвиг Народа в Великой Отечественной войне 1941—1945 гг.» Дата обращения: 3 декабря 2012. Архивировано из оригинала 13 марта 2012 года.

Представление к званию Героя Советского Союза. Дата обращения: 3 декабря 2012. Архивировано 24 января 2013 года.
Указ Президиума Верховного Совета СССР о присвоении звания Героя Советского Союза. Дата обращения: 3 декабря 2012. Архивировано 24 января 2013 года.
- Обобщенный банк данных «Мемориал». Дата обращения: 3 декабря 2012. Архивировано из оригинала 10 мая 2012 года.

ЦАМО, ф. 58, оп. 18001, д. 865. Дата обращения: 3 декабря 2012. Архивировано 16 января 2013 года.
Информация из списка захоронения ЗУ380-17-463. Дата обращения: 3 декабря 2012. Архивировано 16 января 2013 года.
Учётная карточка захоронения ЗУ380-17-463. Дата обращения: 3 декабря 2012. Архивировано 16 января 2013 года.
Схема захоронения ЗУ380-17-463. Дата обращения: 3 декабря 2012. Архивировано 16 января 2013 года.